# 1500 Jyväskylä
Az 1500 Jyvaskyla (ideiglenes jelöléssel 1938 UH) a Naprendszer kisbolygóövében található aszteroida. Yrjö Väisälä fedezte fel 1938. október 16-án, Turkuban.